# Ахимелех
Ахимелех (јевр. אחימלך) - старозаветна личност; јеврејски првосвештеник и вероватно син Ахије и унук Ахитувов, иако се често назива његовим сином (1 Сам. 22, 9, 20). Према неким библистима, Ахимелех и Ахија су иста особа. Аронов потомак преко Итамара, наследника пророка Илије као првосвештеника у Нобу.

## Библијски наратив
Када је краљ Давид побегао од краља Саула у Ноб, Ахимелех га је нахранио хлебом и дао му Голијатов мач, због чега је њега и 84 свештеника убио Саул (1 Сам. 22, 18).